# FM Belfast
Pour les articles homonymes, voir Belfast (homonymie).
FM Belfast est un groupe de musique électronique originaire de Reykjavik en Islande.

## Discographie

### Album
- How to make friends, World Champion Records, 2008
- Don't Want to Sleep, 2011
- Brighter Days, 2014
- Island Broadcast, 2017

### Singles
- Lotus (Killing in the name) (2008)
- Back & Spine (featuring FM Belfast) (2007)
- Underwear
- Par Avion